# Anthomyia paulistensis
Anthomyia paulistensis este o specie de muște din genul Anthomyia, familia Anthomyiidae. A fost descrisă pentru prima dată de Albququerque în anul 1952. Conform Catalogue of Life specia Anthomyia paulistensis nu are subspecii cunoscute.